# Henri Duvanel
Henri Jean Maurice Duvanel (Saint-Nazaire, 7 marzo 1896 – Clichy, 21 febbraio 1953) è stato un nuotatore e pallanuotista francese.
È stato un membro della Francia che ha partecipato ai Giochi di Anversa 1920.
Duvanel era anche un nuotatore e tenente dell'esercito francese.